# District métropolitain de Gateshead
Le district métropolitain de Gateshead est un district métropolitain du Tyne and Wear, en Angleterre.
Le district est créé en 1974, par le Local Government Act de 1972. Il est issu de la fusion du county borough de Gateshead avec les districts urbains de Felling, Blaydon et Ryton et une partie du district rural de Chester-le-Street.

## Crédit d'auteurs
- (en) Cet article est partiellement ou en totalité issu de l’article de Wikipédia en anglais intitulé « Metropolitan Borough of Gateshead » (voir la liste des auteurs).